# Candezea haematura
Candezea haematura es un coleóptero de la familia Chrysomelidae.
Fue descrita científicamente por primera vez en 1891 por Fairmaire.